# Erwin Fischer (Journalist, 1939)
Erwin Fischer (* 19. Februar 1939 in Linz oder Wien; † 23. Februar 2015) war ein österreichischer Fernsehjournalist und -moderator sowie Sendungsgestalter.

## Leben
Erwin Fischer wollte ursprünglich Flugtechniker werden, studierte aber Zeitungswissenschaften und Kunstgeschichte in Wien. Nach Stationen in Amerika und Deutschland begann er 1965 unter Helmut Zilk beim Schulfernsehen des Österreichischen Rundfunks mit der Sendung Was könnte ich werden? Diese sollte Schüler bei der Berufswahl unterstützen. Im November 1968 war er als Präsentator einer fast 24-stündigen Liveübertragung zur Präsidentschaftswahl in den Vereinigten Staaten 1968 mit dabei. Im Juli 1969 präsentierte er die 28-stündige ORF-Live-Sendung zur ersten bemannten Mondlandung.
Von 1981 bis 1993 (ausgenommen 1987) moderierte er für den ORF die Live-Übertragung des Wiener Opernballes. Außerdem arbeitete er für den ORF als Gestalter, Präsentator oder Drehbuchautor für Sendungen wie Horizonte, Jolly Joker, Made in Austria, die ORF-Übertragung des Villacher Faschings sowie für Vera. Fischer war ab Beginn der Sendereihe im Jahr 1995 Sendungsverantwortlicher der ORF-Sendung Lebens-Künstler mit Helmut Zilk. Bis zu seiner Pensionierung im Februar 1999 war er Sendungsverantwortlicher für das Gesellschaftsmagazin Seitenblicke. Insgesamt wirkte er an 2200 ORF-Produktionen mit. 
Fischer starb am 23. Februar 2015 im Alter von 76 Jahren nach schwerer Krankheit.

## Auszeichnungen
- 2000: Verleihung des Berufstitels Professor[2]